# Amstrad GX4000
Amstrad GX4000 — 8-битная игровая приставка на базе домашнего компьютера Amstrad CPC 6128+, выпущенная британской компанией Amstrad в 1990 году для европейского рынка. Относится к третьему поколению игровых систем.
Особого успеха консоль не имела, её продажи и выпуски игр к ней прекратились уже в 1992 году. Во многих рецензиях Amstrad GX4000 называется крупнейшим или одним из крупнейших провалов в истории игровых систем.

## История

### Предыстория
Компания Amstrad начала выпускать домашние компьютеры CPC ещё в 1984 году. В Европе они были очень популярны, с 1984 по 1990 год было продано более 3 млн экземпляров разных модификаций. Со второй половины 1980-х годов всё большую популярность стали набирать игровые приставки и многие компании пробовали себя на этом поприще: компания Nintendo с приставкой NES в 1983 году, Casio с PV-1000 в 1983 году, Sega с Master System в 1985 и Mega Drive/Genesis в 1988 году, NEC с TurboGrafx-16 в 1987 году, SNK с Neo Geo AES в 1990 году, Commodore с Commodore 64 Games System в 1990 году и многие другие. Поэтому, когда в 1990 году компания выпустила последнюю модель линейки CPC — Amstrad CPC 6128+, было решено на её базе сделать игровую приставку.

### Запуск
Консоль была официально представлена в CNIT Centre в Париже в августе 1990. Она была выпущена месяцом позже в Великобритании, Франции, Испании и Италии .
Первые отзывы о консоли были положительными. Ригналл Джулиан из британского игрового журнала CVG охарактеризовал её как «аккуратно выглядящую и впечатляющую технически консоль, обладающую огромным потенциалом по очень привлекательной цене в 99 фунтов стерлингов», однако раскритиковал звук и контроллеры.
Для Европы был выделен маркетинговый бюджет в размере 20 миллионов фунтов стерлингов. Реклама была направлена на продвижение GX4000 в качестве домашней альтернативы аркадным играм. Слоганом для консоли стала фраза «перенесите весь игровой зал себе домой!» (англ. Bring the whole arcade into your home).

## Устройство
Amstrad GX4000 увидела свет в 1990 году, в комплекте с консолью поставлялся адаптер питания, кабель для подключения к телевизору, два геймпада и игра-автосимулятор Burnin' Rubber. Стоимость приставки составляла 99£ в Великобритании, 990₣ во Франции и приблизительно столько же в других странах Европы. Amstrad GX4000 представлял собой по сути слегка модифицированную версию домашнего компьютера CPC 6128+, поэтому большинство софта от компьютеров CPC+ было совместимо с приставкой, а игры приставки могли проигрываться на CPC 6128+ и 464+.
В техническом плане консоль получилась весьма продвинутой для своего времени и получала положительные отзывы во многих рецензиях. Например, в цветовой палитре GX4000 — 4096 цветов, что во много раз больше таких успешных игровых систем того времени, как: NES — 52 цвета, TurboGrafx-16 — 512 цветов, Sega Mega Drive — 512 цветов. А 8-битный Zilog Z80A был к тому моменту уже испытан временем на консолях ColecoVision, Sega Master System и Game Boy и на персональных компьютерах Amstrad CPC, ZX80 и ZX81, SAM Coupé, MSX, Enterprise-64 и Enterprise-128, MicroBee и других. Как и компьютеры CPC+, приставка имела достаточно продвинутые графические возможности и звук (AY-3-8910), аппаратные спрайты и аппаратный скроллинг.
В качестве устройства ввода информации использовались два геймпада, оснащённых D-pad и двумя кнопками — 1 и 2. По форме контроллеры Amstrad GX4000 походили на геймпады NES. Особенности портов подключения геймпадов позволяли помимо стандартных контроллеров подключать геймпады от приставок Atari, Sega и Commodore того времени. Кроме того, компания Trojan выпустила для приставки световой пистолет, используемый в играх The Enforcer и Skeet Shoot. Носителем информации для консоли являлись игровые картриджи прямоугольной формы объёмом от 128 до 512 килобайт.

## Закат консоли
Однако, несмотря на свои казалось бы неплохие характеристики и на популярность компьютеров CPC, успеха GX4000 не достигла. Наступала эпоха более продвинутых 16-битных игровых систем, в 1990 году, немногим ранее Amstrad GX4000, в Европе появилась Sega Mega Drive, а в 1992 году — SNES. Компании-производители видеоигр боялись вкладывать деньги в малоперспективную консоль, всего за период с 1990 по 1992 год для Amstrad GX4000 было выпущено по разным данным 30-40 игр, что, конечно, не могло не сказаться на уровне продаж. Первоначальная цена — 99£, стала снижаться уже через несколько месяцев после выхода приставки, а вскоре Amstrad прекратила дальнейшее производство своего детища.

## Технические характеристики
| Процессор         | 8-бит Zilog Z80A                              |
| Тактовая частота  | 4 МГц                                         |
| RAM               | 64 KB                                         |
| ROM               | 32 KB                                         |
| Видеопроцессор    | разный (сделанный фирмой Hughes)              |
| Звук              | 3-х канальный монозвук (чип AY-3-8910)        |
| Управление        | двухкнопочный геймпад с D-pad (8 направлений) |
| Разрешение экрана | от 160x200 до 640x200                         |
| Цветовая палитра  | 4096 (до 32 одновременно на экране)           |
| Спрайты           | 16                                            |
| Объём картриджей  | 128—512 KB                                    |
| Питание           | 11 вольт                                      |
| Размеры консоли   | 250 x 44 × 184 мм                             |

## Игры
За недолгий срок существования Amstrad GX4000, к ней было выпущено менее 40 игр, большая часть которых была выпущена в 1990 году и является переносом с других игровых систем. Всего несколько компаний выпускали игры для GX4000, среди которых: Ocean (с 1998 года — Infogrames UK, с 2004 года — Atari UK, с 2009 года — Atari, Inc.), US Gold (в 1996 вошла в состав Eidos, вошедшей в 2009 году в Square Enix Europe), Loriciel SA и её дочернее предприятие Futura, Titus Interactive, Domark, Ubisoft и Gremlin Interactive.

### Неполный перечень игр
| Название                                      | Год выпуска | Разработчик     | Внешнее изображение |
| --------------------------------------------- | ----------- | --------------- | ------------------- |
| Barbarian 2                                   | 1990        | Ocean           |                     |
| Batman: The Movie                             | 1990        | Ocean           |                     |
| Burnin' Rubber                                | 1990        | Ocean           |                     |
| Chase H.Q. II: Special Criminal Investigation | 1992        | Ocean           |                     |
| Copter 271                                    | 1992        | Loriciel        |                     |
| Crazy Cars 2                                  | 1990        | Titus           |                     |
| Dick Tracy                                    | 1990        | Titus           |                     |
| The Enforcer                                  | 1990        | Trojan          |                     |
| Fire and Forget 2                             | 1990        | Titus           |                     |
| Klax                                          | 1990        | Domark          |                     |
| Mystical                                      | 1990        | Infogrames      |                     |
| Navy Seals                                    | 1990        | Ocean           |                     |
| No Exit                                       | 1990        | Tomahawk        |                     |
| Operation Thunderbolt                         | 1990        | Ocean           |                     |
| Pang                                          | 1990        | Ocean           |                     |
| Panza Kick Boxing                             | 1991        | Futura/Loriciel |                     |
| Plotting                                      | 1990        | Ocean           |                     |
| Pro Tennis Tour                               | 1990        | Ubisoft         |                     |
| Robocop 2                                     | 1990        | Ocean           | ,                   |
| Skeet Shoot                                   | 1990        | Trojan          |                     |
| Super Pinball Magic                           | 1991        | Loriciel        |                     |
| Switchblade                                   | 1990        | Gremlin         |                     |
| Tennis Cup 2                                  | 1990        | Loriciel        |                     |
| Tintin on the Moon                            | 1990        | Infogrames      |                     |
| Wild Streets                                  | 1990        | Titus           |                     |
| World Of Sports                               | 1990        | Epyx            |                     |